# 1481 en philosophie
Chronologie de la philosophie
- 1477
- 1478
- 1479
- 1480
- 1481
- 1482
- 1483
- 1484
- 1485

L’année 1481 a été marquée, en philosophie, par les événements suivants :

## Naissances
- Jacques-Louis d'Estrebay (né à Estrebay en 1481- mort en 1550), dit Jacobo Lodoico Strebæo ou Strebæus, est un penseur humaniste.